# Chhajja

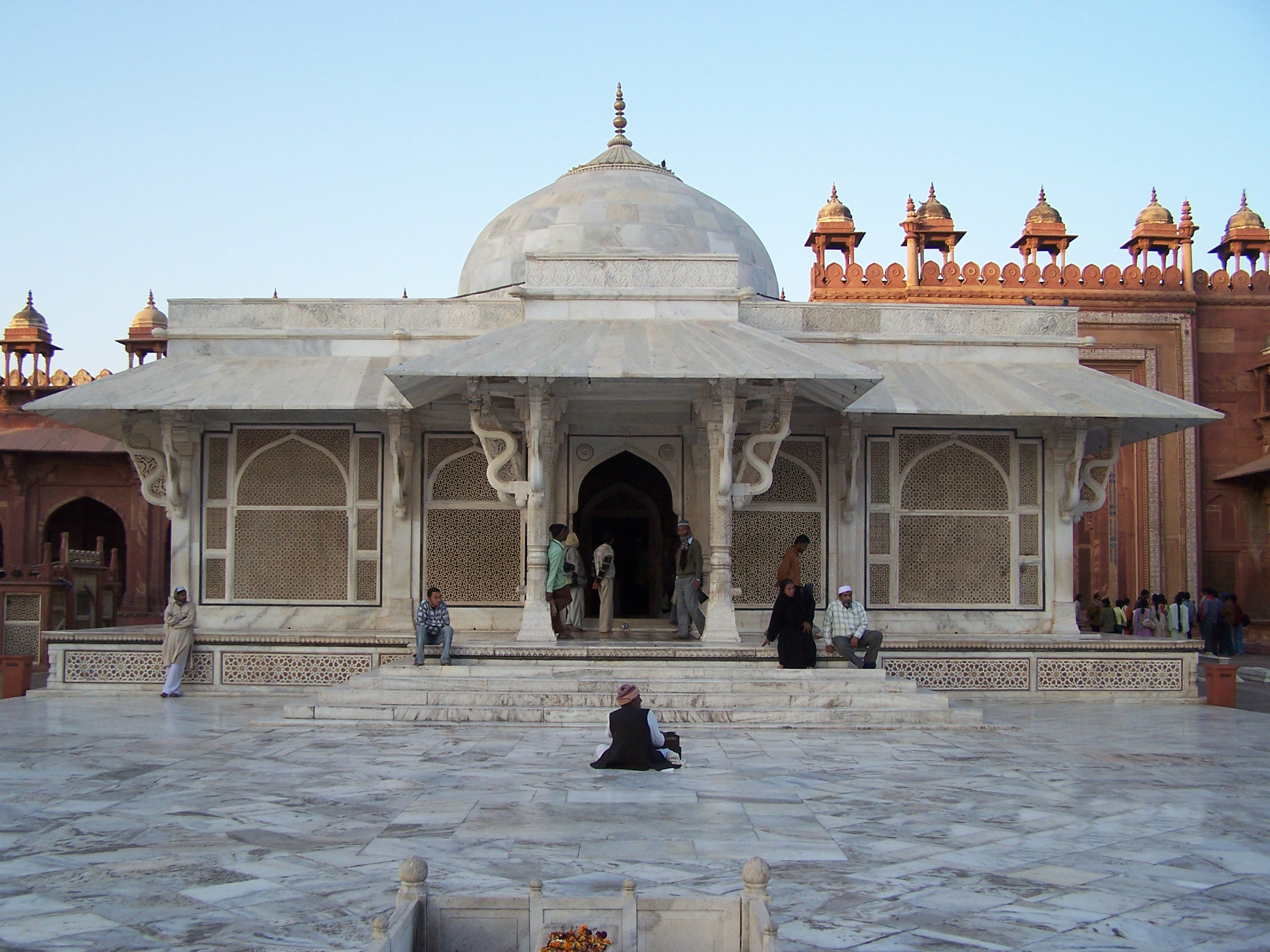
Mausolée de Salim Chishti à Fatehpur-Sikri entouré d'un profond "chhajja" soutenu par des supports ouvragés.

Un chhajja est la saillie ou avant-toit ou la couverture d'un toit, habituellement soutenu par de grands supports sculptés. 
C'est un élément de l'architecture du Rajasthan, du Gujarat, du Pendjab et de l'Uttar Pradesh en Inde. 
Au Rajasthan, ils sont particulièrement grands et révélateurs des précipitations intenses associées à la mousson et de l'ombre très appréciée lors des épisodes de températures élevées de ces régions.